# مهرآباد (لای سیاه)
مهرآباد روستایی در دهستان لای سیاه بخش مرکزی شهرستان نائین استان اصفهان ایران است.

## جمعیت
بر پایه سرشماری عمومی نفوس و مسکن در سال ۱۳۹۵ جمعیت این روستا ۶۳ نفر (۲۲خانوار) بوده‌است.